# Veerle Baetens
Veerle Baetens (Brasschaat, 24 gennaio 1978) è un'attrice, regista e cantante belga, conosciuta principalmente per aver recitato nel film Alabama Monroe - Una storia d'amore.

## Biografia
Nata a Brasschaat, la Baetens iniziò a recitare negli anni novanta come attrice di musical. Successivamente le vennero affidati alcuni ruoli per il grande schermo e nel 2006 ottenne il ruolo di protagonista della serie televisiva Sara, versione fiamminga della popolare serie colombiana Betty la fea.
Nel 2012 fu scelta come protagonista femminile della pellicola Alabama Monroe - Una storia d'amore; la sua prova le valse la vittoria dell'European Film Awards per la miglior attrice nell'edizione del 2013 e la vittoria del premio come migliore attrice in un lungometraggio di finzione al Tribeca Film Festival.
In seguito ottenne il ruolo di Margherita d'Angiò nella serie televisiva britannica The White Queen.
Nel 2016 e nel 2020 viene premiata come migliore attrice al Premio Magritte.
Nel 2023 ha esordito come regista con il lungometraggio When It Melts (Het smelt), liberamente tratto dall'omonimo romanzo di Lize Spit.

## Filmografia

### Cinema
- Misstoestanden (2000)
- De verliefde akela (2000)
- La Dependence (2001)
- Verloochend (2001)
- De Zusjes Kriegel (2004)
- Romance (2004)
- De kus (2004)
- Litteken (2005)
- Verlengd weekend (2005)
- Dennis van Rita, regia di Hilde Van Mieghem (2006)
- Windkracht 10: Koksijde Rescue, regia di Hans Herbots (2006)
- Loft, regia di Erik Van Looy (2008)
- Zot van A, regia di Jan Verheyen (2010)
- Alabama Monroe - Una storia d'amore, regia di Felix Van Groeningen (2013)
- Het vonnis, regia di Jan Verheyen (2013)
- Le Ardenne - Oltre i confini dell'amore (D'Ardennen), regia di Robin Pront (2015)
- Doppio sospetto (Duelles), regia di Olivier Masset-Depasse (2018)
- A Bluebird in My Heart, regia di Jérémie Guez (2018)
- Nel nome della terra (Au nom de la terre), regia di Édouard Bergeon (2019)

### Televisione
- Wittekerke – serie TV, 56 episodi (2003-2004)
- Flikken – serie TV, 4 episodi (2004)
- Sara – serial TV, 164 puntate (2007-2008)
- Code 37 – serie TV, 39 episodi (2009)
- The White Queen, regia di James Kent, Jamie Payne e Colin Teague – miniserie TV, puntate 4-5 (2013)
- Cordon – serie TV, 10 episodi (2014)
- The Team – serie TV, 8 episodi (2015)
- Au-delà des murs, regia di Hervé Hadmar (2016)
- Tabula Rasa – serie TV, 9 episodi (2017)
- Cheyenne et Lola – serie TV, 8 episodi (2020-2021)
- Plaine orientale, regia di Pierre Leccia – miniserie TV (2024)

## Doppiatrici italiane
Nelle versioni in italiano dei suoi film, Veerle Baetens è stata doppiata da:
- Valentina Carnelutti in Alabama Monroe - Una storia d'amore
- Anna Cesareni in The White Queen
- Gea Riva in Tabula Rasa
- Cristiana Rossi in Doppio sospetto
- Giò Giò Rapattoni in La Petite